# 飯島陣屋
飯島陣屋（いいじまじんや）は、長野県上伊那郡飯島町にあった代官所（代官陣屋）。現在ある建物は復元であり、飯島町歴史民俗資料館・飯島陣屋（いいじままちれきしみんぞくしりょうかん いいじまじんや）という名称がつけられている。

## 概要
文禄2年（1593年）に三州街道の経路が改められた際、石曽根村ノ内に飯島宿が成立し町並みが形成された。天領の陣屋としては、飯田藩主脇坂安政の転封に伴い、信濃国伊那谷に生じた天領を治めるため、延宝5年（1677年）に設置された。当時は代官が執務を執り行う本陣のほか、代官一家が住まう屋敷、役人の住む官舎、長屋、納屋など付随する建物十数棟で構成されていた。飯島陣屋には必ずしも代官は常駐せず、信濃の他陣屋代官や他国代官（駿府、遠州中泉等）が兼務し、その出張陣屋となることが多かった。
明治に入り、明治政府によって幕府天領地の接収が行われると飯島陣屋は廃止された。
伊那谷の旧天領地が伊那県とされると、飯島陣屋が伊那県庁となった。
明治4年、伊那県が廃止されて筑摩県に併合されると、飯島陣屋はその役目を終え、解体処分された。
1994年（平成6年）、飯島町内をはじめ、長野県内や愛知県などに残る古文書を調査、また陣屋跡の発掘調査により、当時と同じ位置、同じ構造様式で本陣が新築復元された。敷地内には陣屋記念館も併設され、当時の資料や調度品などが展示・公開されている。写真撮影もでき、展示物も実際に手を触れて観察できるなど、親しみやすい配慮がされている。

## 沿革
- 寛文12年：伊那谷の天領管轄のため片桐村（現・松川町）に片桐陣屋を設置。
- 延宝5年：飯島に陣屋を移す。
- 慶応4年3月7日：明治新政府により廃止。
- 慶応4年3月8日：尾張藩により「尾張藩飯島取締役所」となる。
- 慶応4年8月2日：伊那県が置かれ、県庁となる。
- 明治2年：周辺の村落が編入され、伊那県の版図が徐々に拡大する。
- 明治3年9月17日：南北分離により、中野県（北側）と伊那県（南側）に分かれる。
- 明治4年12月31日：伊那県廃止により、筑摩県と額田県に分離併合される。
- 明治5年：伊那県廃止に伴い、飯島陣屋解体処分。
- 平成6年1月：飯島陣屋跡に本陣を新築復元。飯島町歴史民俗資料館となる。

## 歴代代官一覧
| 代 | 氏名              | 任期                                     |
| -- | ----------------- | ---------------------------------------- |
| 1  | 天羽景安          | 寛文12年（1672年） 〜 延宝1年（1673年）  |
| 2  | 設楽能政          | 延宝1年（1673年） 〜 延宝5年（1677年）   |
| 3  | 設楽太郎兵衛      | 延宝5年（1677年） 〜 元禄1年（1688年）   |
| 4  | 滝野忠央          | 元禄1年（1688年） 〜 元禄2年（1689年）   |
| 5  | 太田進輝          | 元禄2年（1689年） 〜 元禄12年（1699年）  |
| 6  | 高谷盛直          | 元禄12年（1699年） 〜 正徳3年（1713年）  |
| 7  | 都筑正倚          | 正徳3年（1713年） 〜 享保2年（1717年）   |
| 8  | 都筑法景          | 享保2年（1717年） 〜 享保7年（1722年）   |
| 9  | 大草政清          | 享保7年（1722年） 〜 享保12年（1727年）  |
| 10 | 大草政英          | 享保12年（1727年） 〜 享保14年（1729年） |
| 11 | 松平尹親 岩室正方 | 享保14年（1729年） 〜 享保18年（1733年） |
| 12 | 大草政永          | 享保18年（1733年） 〜 寛延1年（1748年）  |
| 13 | 浅岡胤直          | 寛延1年（1748年）                        |
| 14 | 大草政美          | 寛延1年（1748年） 〜 寛延2年（1749年）   |
| 15 | 嶋豊勝            | 寛延2年（1749年） 〜 宝暦3年（1753年）   |
| 16 | 大草政美（再任）  | 宝暦3年（1753年）                        |
| 17 | 布施胤将          | 宝暦3年（1753年） 〜 宝暦11年（1761年）  |
| 18 | 大草政薫          | 宝暦11年（1761年） 〜 宝暦13年（1763年） |
| 19 | 今井戴肥          | 宝暦13年（1763年） 〜 明和3年（1766年）  |
| 20 | 嶋豊垨            | 明和3年（1766年） 〜 安永1年（1772年）   |
| 21 | 臼井護都 竹垣直昭 | 安永1年（1772年） 〜 安永4年（1775年）   |
| 22 | 武嶋修茂          | 安永4年（1775年） 〜 安永7年（1778年）   |
| 23 | 平岡良寛          | 安永7年（1778年） 〜 天明7年（1787年）   |
| 24 | 鈴木正義          | 天明7年（1787年） 〜 寛政2年（1790年）   |
| 25 | 水谷充央          | 寛政2年（1790年） 〜 寛政5年（1793年）   |
| 26 | 川崎定安          | 寛政5年（1793年） 〜 寛政6年（1794年）   |
| 27 | 蓑豊昌            | 寛政6年（1794年） 〜 寛政7年（1795年）   |
| 28 | 野田政晟          | 寛政7年（1795年） 〜 文化1年（1804年）   |
| 29 | 小野田信利        | 文化1年（1804年） 〜 文化11年（1814年）  |
| 30 | 山田至意          | 文化11年（1814年） 〜 文政4年（1821年）  |
| 31 | 伊奈忠高          | 文政4年（1821年） 〜 文政6年（1823年）   |
| 32 | 羽倉秘道          | 文政6年（1823年） 〜 天保3年（1832年）   |
| 33 | 岸本荘美          | 天保3年（1832年） 〜 天保11年（1840年）  |
| 34 | 池田季秀          | 天保11年（1840年） 〜 弘化4年（1847年）  |
| 35 | 寺西元貞          | 弘化4年（1847年） 〜 嘉永6年（1853年）   |
| 36 | 大草政修          | 嘉永6年（1853年） 〜 安政5年（1858年）   |
| 37 | 山内薫正          | 安政5年（1858年） 〜 文久1年（1861年）   |
| 38 | 今川忠恕          | 文久1年（1861年） 〜 文久3年（1863年）   |
| 39 | 黒川嘉兵衛        | 文久3年（1863年）                        |
| 40 | 大竹宗孝          | 慶応3年（1867年） 〜 明治1年（1868年）   |

## 幕末の知行所
- 信濃国
  - 伊那郡のうち39村

山田河内村	6石849000・石曾根村　694石078003・石曾根村ノ内 飯島町　756石484009・田切村　292石439575・名子村　1315石965942・片桐村　5067石899902・本郷村　832石810974・浪合村　71石831001・月瀬村　51石710999・赤須村　3347石656006・根羽村　604石482971・平谷村　99石221001・上中関村　354石221008・長沼松島村　56石776001・福島村　62石673000・坂部村　45石381001・備中原村　122石643997・吉岡村　62石557999・菅野村　124石907997・仁王関村　61石023998・和合村　61石606998・帯川村　10石784000・日吉村　15石840000・売木村　87石984001・上村　114石718002・木沢村　169石016998・和田村　495石954987・八重河内村　172石074997・満島村　349石760010・鶯巣村　102石914001・林村　570石068970・富田村　774石916992・向関村　514石271973・向方村　71石948997・大鹿倉村　89石902000・小野川村　208石919006・昼神村　65石299004・駒場村　3石013330・大草村　852石435974		

## 資料館概要
- 所在地：長野県上伊那郡飯島町飯島2309番地1
- 開館時間：9時～17時（入館は16時30分まで）
- 休館日：月曜日、祝日の翌日（翌日が土日の場合は開館）、年末年始（12月15日から3月14日）
- 入館料：一般：300円（250円）、小中学生・高校生：150円（100円）

　※ （）内は20名以上の団体料金